# آرامگاه پیراردیان
آرامگاه پیراردیان مربوط به دوره قاجار است و در شهرستان شاهرود، بخش مرکزی، دهستان حومه، روستای اردیان واقع شده و این اثر در تاریخ ۳ خرداد ۱۳۸۶ با شمارهٔ ثبت ۱۹۱۳۸ به‌عنوان یکی از آثار ملی ایران به ثبت رسیده است.